# Konvent (kloster)

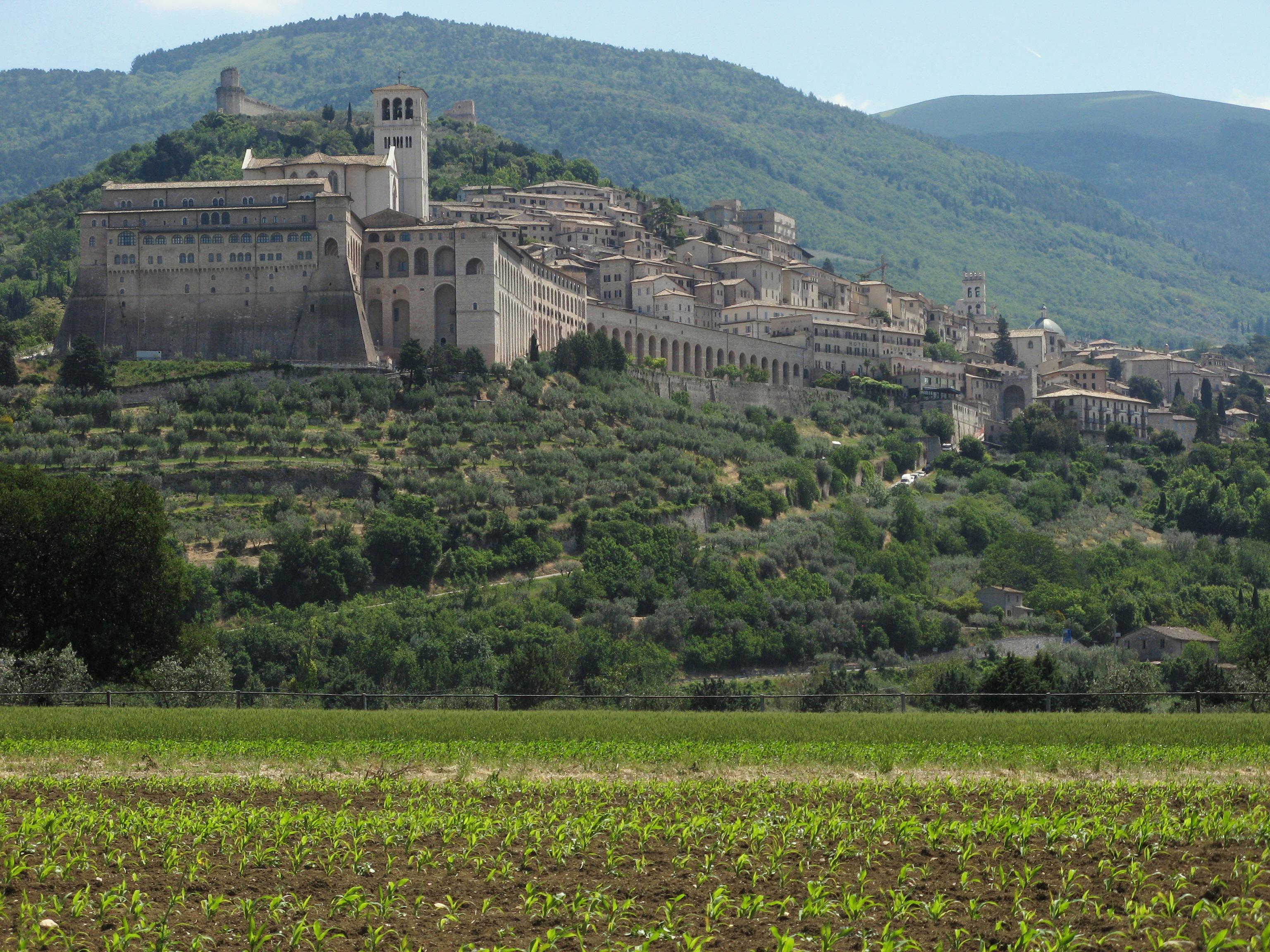
Sacro Convento i Assisi i Italien

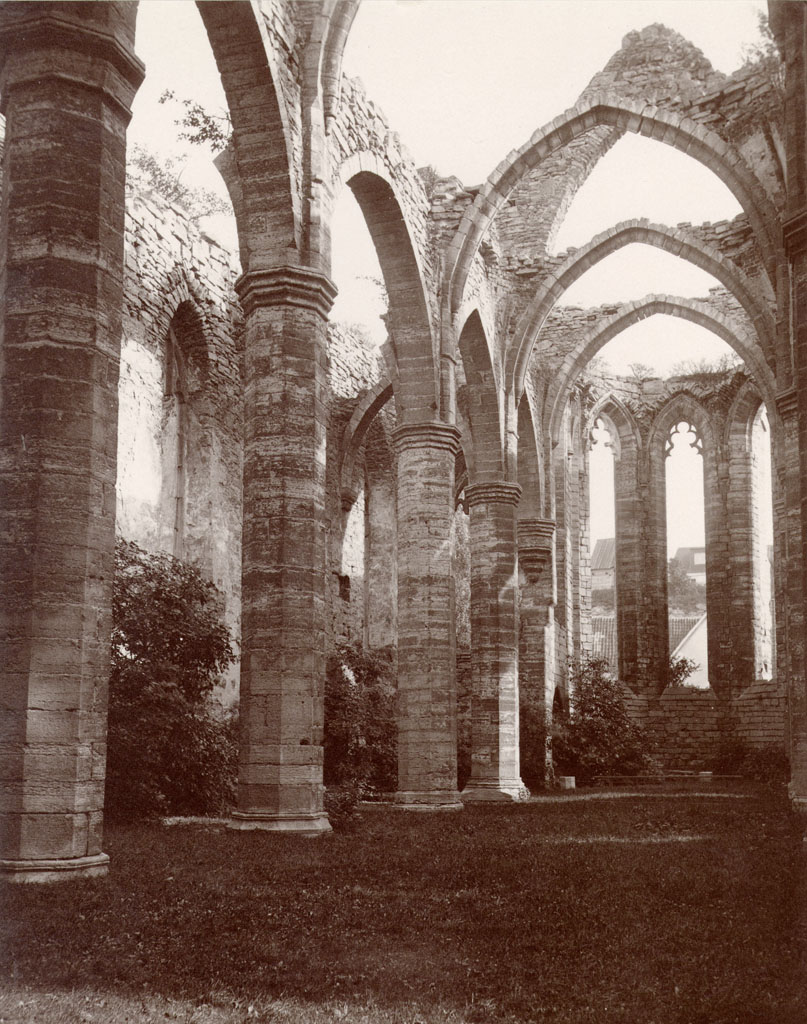
Visby konvents kyrka Sankta Katarina, 1890

Ett konvent är en klosterliknande gemenskap, inom katolska respektive anglikanska kyrkan. 
Konventet är inom Franciskanorden och Kapucinorden ett enskilt ordenshus, som leds av en gardian. Före reformationen fanns 16 franciskanerkonvent i Sverige, varav tre i den östra rikshalvan (Viborg, Raumo och Kökar).
Under början av 1200-talet växte en ny form av ordensliv fram, de så kallade tiggarordnarna, till vilka räknas franciskanorden, dominikanorden, karmelitorden och augustinerorden.[källa behövs] Tiggarkonventen skilde sig från de äldre klostren genom att man försörjde sig genom insamling och tiggeri. Medlemmarna benämndes "bröder" och "systrar", till skillnad från munkar och nunnor, då deras livsstil skilde sig markant från det strängt isolerade livet i klostren. Konventen var öppna och fungerade ofta som härbärgen och som mötesplats för bland annat stormän. Det var inte heller ovanligt att konventen bistod med praktiska tjänster som att skriva brev och olika juridiska dokument, t.ex. avtal och testamenten. Människor kunde också söka sig till konventen för medicinsk behandling eller som härbärgen på resor. Till skillnad mot i klostren var dessa inte bundna till det konvent där de avlagt sina löften, utan till en geografisk provins med flera konvent. Bröderna, som vandrade mellan konventen, var samtliga prästvigda, för att kunna betjäna befolkningen med mässa, dop och begravning.[källa behövs] Systrarna levde ett liv som var mer åtskilt från det övriga samhället.